# Ghana Freedom Party
Die Ghana Freedom Party ist eine von Akua Donkor gegründete politische Partei in Ghana.

## Geschichte
Akua Donkor, eine Kakaobäuerin, gründete die Ghana Freedom Party im Jahr 2011, nachdem sie bei den Parlamentswahlen 2004 und 2008 erfolglos kandidiert hatte. Sie reichte eine Nominierung als unabhängige Kandidatin ein, die jedoch von der Wahlkommission nicht zugelassen wurde. Stattdessen unterstützte Donkor die Kandidatur von Paa Kwesi Nduom von der Progressive People's Party (PPP). Für die Präsidentschaftswahl im Dezember 2016 kandidierte Donkor erneut. Die Wahlkommission disqualifizierte Donkor jedoch erneut, nachdem Anfang Januar das Hauptquartier ihrer Partei in Kabu in der Eastern Region durch ein Feuer zerstört worden war.
Bei der Präsidentschaftswahl im Dezember 2020 wurde Donkor erstmals als Kandidatin zugelassen. Sie landete auf dem elften Platz mit 5547 Stimmen bzw. 0,042 %.
Am 12. September 2024 reichte Donkor ihre Nominierung als Kandidatin für die Präsidentschaftswahl im Dezember 2024 ein. Als ihren Running Mate wählte sie Kwabena Appiah Kubi, bekannt unter dem Namen Roman Fada. Am 28. Oktober 2024 verstarb Donkor nach plötzlicher Erkrankung im Ridge Hospital in Accra. Die von Donkor gegründete Partei nominierte als Ersatz ihren Running Mate. Die Nationale Wahlkommission disqualifizierte ihn jedoch wegen Irregularitäten in der eingereichten Nominierung und nicht erfüllten Anforderungen. Aus Zeitgründen und zur Kostenersparnis wurden die Stimmzettel für die Präsidentschaftswahl unverändert mit der verstorbenen Kandidatin Donkor aufgelistet belassen. Die Vorsitzende der Wahlkommission Jean Mensa kündigte eine Kampagne an, die die Öffentlichkeit aufklären sollte nicht für Donkor zu wählen.

## Wahlergebnisse

### Präsidentschaftswahlen
| Wahl | Kandidat                                       | Anzahl Stimmen | Stimmanteil | Wahlausgang      |
| ---- | ---------------------------------------------- | -------------- | ----------- | ---------------- |
| 2012 | Akua Donkor                                    | —              | —           | disqualifiziert  |
| 2016 | Akua Donkor                                    | —              | —           | disqualifiziert  |
| 2020 | Akua Donkor                                    | 5574           | 0,04 %      | 11. Platz von 12 |
| 2024 | Kwabena Appiah Kubi (Ersatz für Akua Donkor †) | —              | —           | disqualifiziert  |